# Структуралистский марксизм
Структуралистский марксизм (англ. Structural Marxism) — философское течение в марксизме, основывающееся на идеях и концепциях структурализма.
Зародилось и получило широкое распространение во Франции в 1960-х—1970-х годах, после чего распространилось и за её пределами. Основными представителями данного направления в марксизме были философ Луи Альтюссер, социолог Никос Пуланзас и антрополог Морис Годелье.
Многие из студентов Луи Альтюссера (Э. Балибар, Ж. Рансьер, Д. Лекур, П. Реймон), придерживавшиеся структуралистского марксизма, позднее отошли от него. Современным представителем структуралистского марксизма является словенский социолог Растко Мочник.

## Обзор
Выступая против гуманистического марксизма, Альтюссер подчеркнул, что задача марксизма как науки — исследовать объективные структуры, и что возврат к марксистскому гуманизму, историцизму и феноменологизму, основы которых содержатся в ранних работах Маркса, является возвратом к «преднаучной гуманистической идеологии».
К середине 1970-х и на протяжении 1980-х годов теоретики марксизма разрабатывали соображения структуралистского марксизма о государстве, праве и преступности. Структуралистский марксизм оспаривает инструменталистскую точку зрения, согласно которой государство может быть рассмотрено как непосредственный слуга капиталистического или правящего класса. В то время как инструменталистская точка зрения заявляет, что государственные институции находятся под прямым контролем чиновников, выражающих интересы капиталистического класса, структуралистская теория убеждена, что государственные институции должны функционировать именно в таком виде, чтобы предоставлять гарантию для жизнеспособности капитализма в целом. Государственные институции должны действовать подобным образом, чтобы воспроизводить капиталистическое общество. В дебатах Милибанд-Пуланзаса, проведенных между инструменталистом Ральфом Милибандом и структуралистом Никосом Пуланзасом, полемика между марксистами структуралистского и инструменталистского направления приобрела общий характер.
Согласно структуралистам государство с капиталистическим способом производства приобретает особую капиталистическую форму, не потому, что конкретные индивиды обладают мощью, а потому, что государство воспроизводит логику капиталистической структуры в экономических, правовых и политических институциях. Следовательно, с точки зрения структуралистской теории можно утверждать, что государственные институции действуют в долговременных интересах капитала и капитализма, но не в кратковременных интересах буржуазии. Поэтому структуралисты могли бы предположить, что государство с его институциями имеет несколько уровней независимости от конкретных элит правящего или капиталистического класса.

## Долговременные и кратковременные классовые интересы
Структуралистский марксизм утверждает, что служение долговременным интересам капиталистического класса является целью государства. Исходя из работ Энгельса и Ленина структуралистский марксизм заявляет, что государство есть механизм, регулирующий классовую борьбу, неразрешимое противостояние пролетариата и буржуазии. Скорее регулируя данные конфликты и не элиминируя их — что согласно Ленину возможно только с помощью насильственной революции — целью государства является поддерживать капиталистическую систему как целостность, сохранять её существование. Для того чтобы показать необходимость государства в капиталистической системе, структуралисты различают долговременные и кратковременные интересы капиталистического класса. Кратковременные интересы буржуазии вынуждают ее проводить политику, которая влияет на накопление капитала в ближайшем будущем, это делается при помощи понижения налогов, понижения минимальной зарплаты, предоставления государственных субсидий т. д. Структуралисты утверждают, что если государство не служит кратковременным интересам буржуазии, то значит, оно служит долговременным интересам. Соответственно, если государство служит более интересам пролетариата нежели буржуазии (повышая минимальную зарплату, увеличивая права профсоюзов и т. д.), то интересы рабочих соблюдаются лишь в той мере, чтобы избежать восстаний, представляющих угрозу всей системе. Потому как интересы пролетариата и буржуазии противоречат друг другу, государству нужно регулировать капиталистическую систему и обеспечить её сохранность, заставив капиталистов считаться с требованиями рабочих, с которыми капиталисты в ином случае не согласились бы.

## Критика
В журнале Socialist Register в 1971 году польский философ Лешек Колаковский дал подробную критику структуралистского марксизма, утверждая, что концепция имеет серьёзные недостатки по трём основным пунктам:
1. банальности здравого смысла выражены с помощью бессмысленно сложных неологизмов;
2. традиционные марксистские концепции, которые являются расплывчатыми и двусмысленными у Маркса и Энгельса, остаются настолько же расплывчатыми и двусмысленными после Альтюссера, каковы они были изначально;
3. некоторые поражающие исторические неточности.

Колаковский добавил, что несмотря на претензии Альтюссера на научную строгость, структуралистский марксизм был ненаучным и скорее являлся квазирелигиозной идеологией. В 1980 году социолог Аксель ван ден Берг назвал критику Колаковского «разрушительной», доказывающей, что «Альтюссер пытается сохранить ортодоксальную радикальную риторику просто разрывая все связи с проверяемыми фактами».